# Артур Робінсон
Артур Говард Робінсон (англ. Arthur H. Robinson; 5 січня 1915 року, Монреаль, Канада — 10 жовтня 2004 року, Медісон, США) — американський географ і картограф, професор географічного факультету Університету Вісконсин-Медісон (1947—1980). Плідний автор і впливовий теоретик картографії, одне з найпомітніших його досягнень — створення картографічної проєкції Робінсона 1961 року.

## Біографія

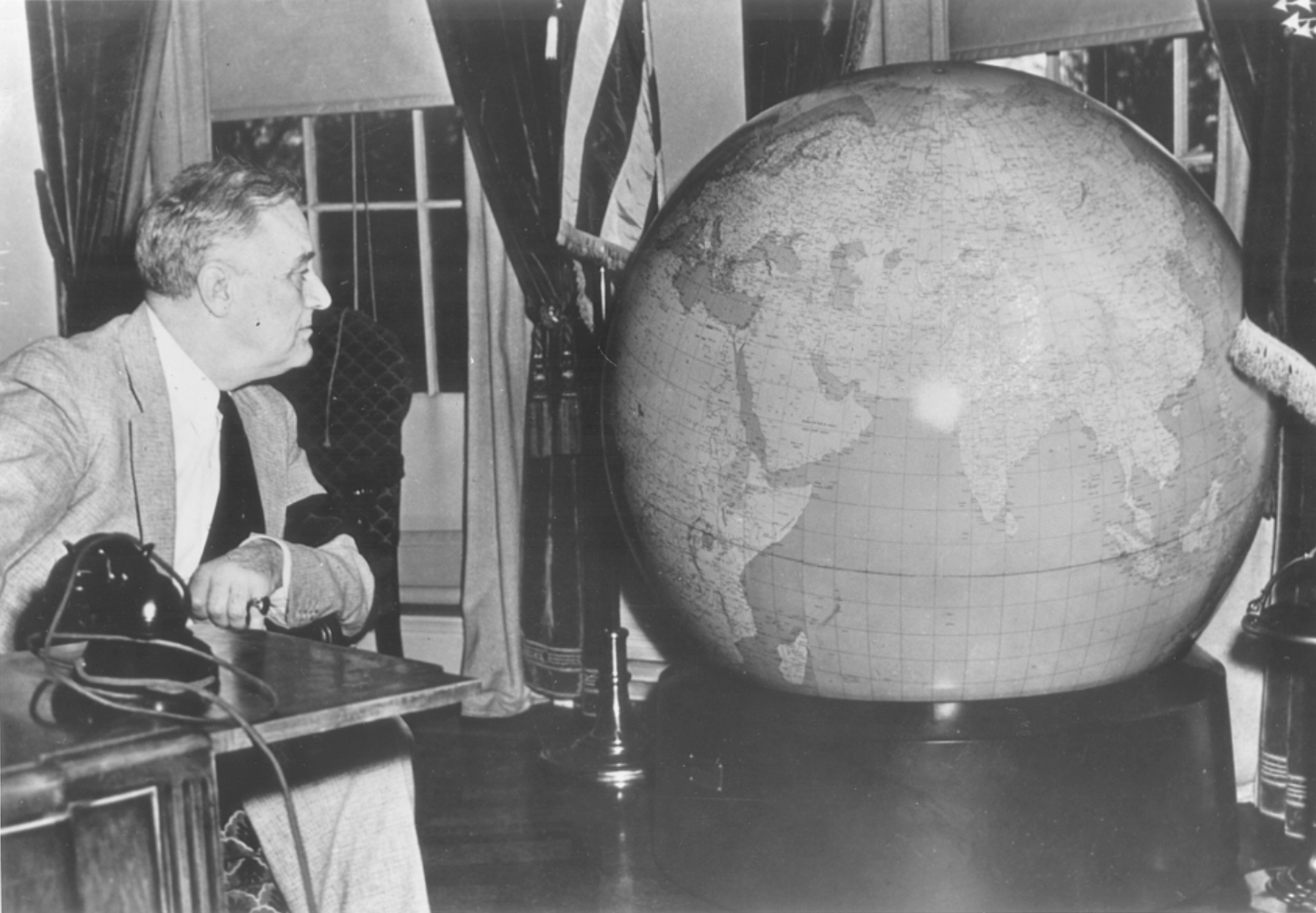
Американський президент Франклін Рузвельт вивчає подарований йому 50-дюймовий глобус

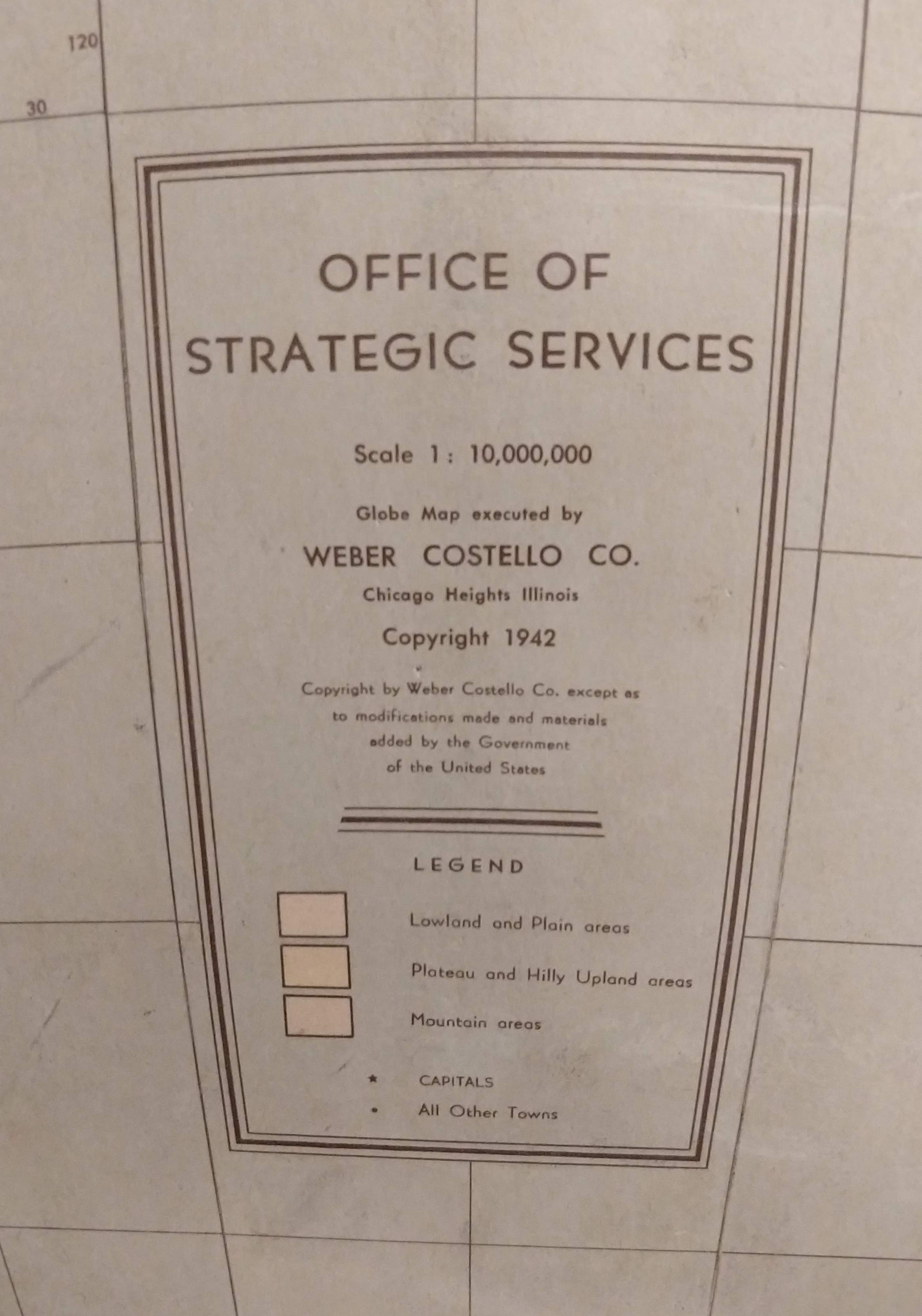
Деталь картуша «Глобуса президента»

Артур Робінсон народився 5 січня 1915 року в Монреалі (Квебек, Канада), в родині американських батьків Джеймса Говарда і Елізабет (Піві). У молодому віці мешкав разом з родиною у Великій Британії, середню освіту здобув у США. Вищу освіту і ступінь бакалавра 1936 року здобув в Університеті Маямі міста Оксфорд. Під час переддипломної роботи він особливо зацікавився картографією і набув практики малювання карт для підручників. 1938 року здобув ступінь магістра географії в університеті Вісконсину.
Під час Другої світової війни Робінсон працював директором картографічного відділу Управління стратегічних служб (OSS). Робінсон залучив до співпраці і розробки нових підходів до картографування географів із різних галузей та з інтересом до картографії. За його ініціативи картографи OSS сконструювали масивний 50-дюймовий глобус для президента Франкліна Рузвельта, який став відомий як «Глобус президента». Аналогічні копії глобуса були подаровані Вінстону Черчіллю, Джорджу Маршаллу та Генрі Стімсону. Під час служби в OSS Робінсон працював над укладанням 5 тис. карт; як провідний американський картограф брав участь у конференціях союзників у Квебеку (1943) та Каїрі (1943).
Після служби, 1947 року здобув ступінь доктора філософії в університеті штату Огайо. Того ж року розпочав плідну працю на географічному факультеті Університету Вісконсин. Робінсон прагнув здобути визнання картографії серед академічної спільноти не лише як прикладної дисципліни. Завдяки його старанням університет почав присуджувати бакалаврські та магістерські ступені з картографії. Загалом було захищено 100 магістерських та 20 докторських дисертацій, багато докторантів створили власні навчальні програми з картографії в інших університетах. Серед його відомих учнів Девід Вудворд, відомий американський історик географії і картографії.
Робінсон певний час був президентом Міжнародної картографічної асоціації (1972—1976), а також віце-президентом і президентом Асоціації американських географів.

### Особисте життя
23 грудня 1938 року в окрузі Франклін штату Огайо Артур Робінсон одружився з Мері Елізабет Коффін (1910—1992), дочкою Джона Р. Коффіна та Бессі Моріс Коффін. У них народилося двоє дітей, син і дочка. Після смерті першої дружини Робінсон одружився 1993 року з Мартою Елізабет Родабо Філліпс (1914—2010), вдовою, з якою він у дитинстві навчався в школі в Оксфорді (Огайо).

## Наукові праці
Робінсон був плідним автором багатьох праць і філософських концепцій з картографії: За словами самого Робінсона, 
|  | метою картографічного дизайну є подання географічних даних таким чином, щоб карта в цілому виглядала як інтегрована одиниця і так, що кожен включений до неї елемент був настільки чітким, розбірливим і помітним, наскільке того вимагає мета укладання карти. |

 Подібно Річарду Едесу Гаррісону, іншому відомому картографу часів Другої світової війни, Робінсон застерігав від небезпечного для розвитку дисципліни сліпому слідуванню настановам в дизайні карт, наприклад, орієнтація верхньою частиною карти у напрямку на північ. Він писав, що ні логічне мислення, ні цілі освіти не вимагають сліпо слідувати такій настанові дизайну.
Робінсон підготував понад 60 статей для фахових видань, 15 книг та монографій:
- (англ.) Arthur H. Robinson. The Look of Maps. — Madison : University of Wisconsin Press, 1952. — ISBN 0-299-00950-5. — «Погляд карти» базується на його докторській дисертації. У цій праці Робінсон звертається до картографів розглядати функціональне призначення карт як невід'ємну складову процесу їхнього складання[13].
- (англ.) Arthur H. Robinson, Petchenik B. B. The Nature of Maps. — Chicago : The University of Chicago Press, 1976. — у праці вперше викладено наукову концепцію «користувача карти», який взаємодіє з картографічним твором на достатньо підготовленому рівні, а не випадковим споглядачем. Тобто карта виступає не звичайним зображенням, а професійним інструментом зв'язку між користувачем і об'єктивною реальністю, яку вона відображує.
- (англ.) Arthur H. Robinson. Early Thematic Mapping in the History of Cartography. — 1982.
- (англ.) Arthur H. Robinson, Morrison J., Muehrke P., Kimmerling A. & Guptill S. Elements of Cartography. — 6th Edition. — N. Y. : Wiley, 1995. — популярний в англомовному світі підручник з картографії, що витримав багато перевидань.

### Проєкція Робінсона

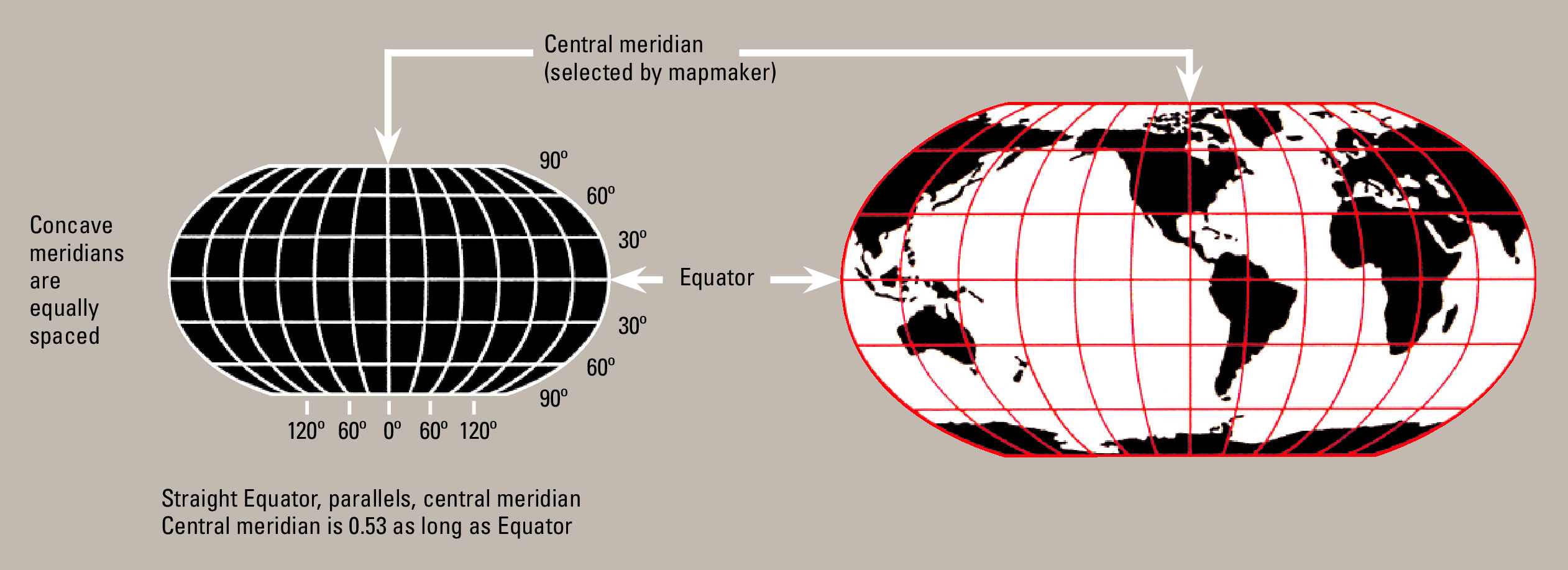
Проєкція Робінсона, як приклад псевдоциліндричної картографічної проєкції

Одним із найвизначніших творчих досягнень Робінсона було створення 1961 року картографічної проєкції на замовлення компанії Rand McNally. Головним технічним завданнями від компанії було підібрати таку проєкцію, яка б відображала поверхню всієї планети безперервно (заради друку карт світу), з найменшою узагальненою кількістю спотворень та була приємною для споглядання. Так як Робінсону не вдалося підібрати відповідну проєкцію з вже наявних, йому довелось розробити її самостійно. Йому вдалось досягти на новій псевдоциліндричній проєкції компромісу між спотвореннями у розмірах площ і відліках відстаней, зберігаючи достатньо природний вигляд обрисів материків. Його проєкція знайшла широке застосування при друку карт світу. 1988 року Національне географічне товариство зробило її стандартом для своїх карт світу, але вже 1998 року воно замінило її потрійною проєкцією Вінкеля.

## Нагороди і відзнаки
- 1946 рік — медаль «Легіон Заслуг» від армії США за свій внесок у військову топографію під час Другої світової війни[10].
- 1980 рік — Золота медаль Карла Маннерфельта від Міжнародної картографічної асоціації.

На його честь названо картографічну бібліотеку університету Вісконсин-Медісон.